# Amministratore apostolico
L'amministratore apostolico è un prelato preposto al governo temporaneo o permanente di una circoscrizione ecclesiastica cattolica a nome del Papa.

## Tipologie e normativa
Si distinguono le seguenti tipologie:
- amministratore apostolico sede vacante et ad nutum Sanctae Sedis
- amministratore apostolico sede plena
- amministratore apostolico sede impedita
- amministratore apostolico di un'amministrazione apostolica stabiliter erecta

Queste tipologie, ad eccezione dell'ultima, sono configurate dalla prassi più che da normative espresse dal Codice di diritto canonico della Chiesa cattolica di rito latino. Infatti, mentre il precedente codice del 1917 prevedeva espressamente gli amministratori apostolici sede plena e sede vacante nominati in perpetuum vel ad tempus ob graves et speciales causas, il codice promulgato nel 1983 ha abolito questa duplice distinzione. Invece, il Codice dei canoni delle Chiese orientali cattoliche ha una sezione dedicata esplicitamente agli amministratori apostolici.

### Amministratore apostolicosede vacante
Quando una sede vescovile diviene vacante, la Santa Sede può provvedere di propria iniziativa (ad nutum Sanctae Sedis) alla nomina di un amministratore apostolico. Questi governa la diocesi con tutte le facoltà proprie di un vescovo diocesano, benché in forma vicaria, ossia a nome del Papa. Tuttavia la sede è de iure vacante, perciò hanno fine gli uffici propri del vicario generale e dei vicari episcopali e cessano dalle loro funzioni i consigli presbiterali e i consigli pastorali. Se lo ritiene opportuno, l'amministratore apostolico può confermare, in forma delegata, il vicario generale e i vicari episcopali.
Non necessariamente l'amministratore apostolico è insignito del carattere episcopale.
In talune circostanze la diocesi o una circoscrizione ecclesiastica ad essa equiparata può restare vacante per anni; in questi casi la figura dell'amministratore apostolico può assumere un carattere semi-permanente.
L'amministratore apostolico ha, infine, carattere permanente nel caso di diocesi affidate in amministrazione perpetua a vescovi di altre sedi; in questi casi la diocesi amministrata è ritenuta di fatto parte integrante della diocesi che la amministra, anche se formalmente rimane una giurisdizione distinta.

### Amministratore apostolicosede plena
In alcuni casi particolari o straordinari, la Santa Sede procede alla nomina di un amministratore apostolico sede plena, ossia in diocesi (o circoscrizioni ecclesiastiche equivalenti) che hanno ancora un loro proprio e legittimo vescovo. In questi casi «il vescovo diocesano collabora, per quanto gli compete, al pieno, libero e sereno espletamento del mandato dell'amministratore apostolico».

### Amministratore apostolicosede impedita
Il Codice di diritto canonico prevede l'esistenza della sede impedita, ossia quando «il vescovo diocesano è totalmente impedito nell'esercizio dell'ufficio pastorale nella diocesi, non essendo in grado di comunicare nemmeno per lettera con i suoi diocesani a motivo di prigionia, confino, esilio o inabilità».
In alcuni casi la Santa Sede può nominare un amministratore apostolico, che governa la diocesi provvisoriamente soltanto per il tempo in cui la sede è impedita.
Spetta invece di diritto alla Santa Sede provvedere, quando la sede è impedita a causa di una pena canonica inflitta al vescovo diocesano.
Un recente caso è quello della eparchia di Stryj in Ucraina, dove, a causa della grave malattia che colpì l'eparca in carica, la Santa Sede nominò nel 2010 un amministratore apostolico sede impedita.

### Amministratore apostolico di una amministrazione apostolica
Il Codice di diritto canonico del 1983 prevede l'esistenza di Amministrazioni apostoliche erette stabilmente, che, a norma del diritto, sono equiparate alle diocesi.
Per queste particolari tipologie di circoscrizione ecclesiastica, viene nominato un amministratore apostolico, che governa la «porzione del popolo di Dio» che gli è affidata come ordinario diocesano, benché con potestà vicaria, ossia «in nome del Sommo Pontefice».

## Amministratori apostolici in principati vescovili
Dall'epoca della lotta per le investiture, nel XI e XII secolo nel Sacro Romano Impero, i vescovi erano solitamente eletti dai capitoli delle cattedrali. I principati ecclesiastici erano monarchie elettive immediatamente soggette all'imperatore, il cui principe era il vescovo eletto dal capitolo e confermato dalla Santa Sede, e solo eccezionalmente installato direttamente dalla Santa Sede. Dopo la conferma papale i vescovi erano quindi investiti con la regalia principesca, da cui il titolo di vescovo principe. Tuttavia a volte succedeva che colui che occupava la sede non riceveva la conferma papale, ma era lo stesso investito dell'autorità principesca, oppure poteva succedere il contrario, cioè era confermato dal papa ma non dall'imperatore.
I candidati eletti che mancavano dei prerequisiti canonici o della conferma papale detenevano ufficialmente il titolo di amministratore diocesano (ma nondimeno ci si riferiva comunemente come vescovo principe). Ciò avveniva nel caso di candidati cattolici che erano eletti in una sede episcopale solo per l'appannaggio, e egualmente con i candidati protestanti, che non avrebbero ricevuto in nessun caso la conferma papale.
Quando molti membri di capitoli di cattedrali si convertivano al luteranesimo o al calvinismo e ne diventavano la maggioranza, essi eleggevano come vescovo un protestante, al quale era rifiutata la conferma papale. Tuttavia, all'inizio della Riforma protestante, con lo scisma non ancora definito e in un periodo di incertezza, non era sempre chiaro chi era protestante, cosicché poteva accadere che alcuni candidati si dichiarassero protestanti solo dopo la conferma papale e l'investitura a principe.
In seguito ai protestanti venne negata la conferma papale, ma gli imperatori potevano lo stesso investire i candidati come principi - attraverso un cosiddetto liege indulto (tedesco: Lehnsindult) - a causa delle alleanze e dei conflitti politici nel Sacro Romano Impero, allo scopo di guadagnare degli alleati per la causa imperiale.
Molti candidati protestanti, eletti dai capitoli, non ottennero mai né la conferma papale né l'indulto, ma riuscirono a mantenere de facto l'autorità principesca. In tal caso l'imperatore avrebbe dovuto usare la forza per impedire al candidato di avere il governo della diocesi, ma spesso gli imperatori non avevano sufficiente autorità per farlo, oppure erano impegnati in altri scopi. Una situazione simile avvenne in numerose abbazie immediatamente soggette all'impero, con i loro principi abati e badesse.